# Guadiana
|  | Per a altres significats, vegeu «Guadiana (desambiguació)». |

El Guadiana (en castellà, Guadiana) és un dels rius més importants de la península Ibèrica. El seu nom procedeix de l'àrab wadi, riu, i del llatí, Anas. Durant el període de domini romà, aquest riu separava les províncies Baètica i Lusitana, i és citat pel cronista Plini a la seva obra Història Natural.
Actualment divideix al llarg del seu curs baix Espanya de Portugal, desembocant entre la localitat d'Ayamonte i la portuguesa de Vila Real de Santo António.

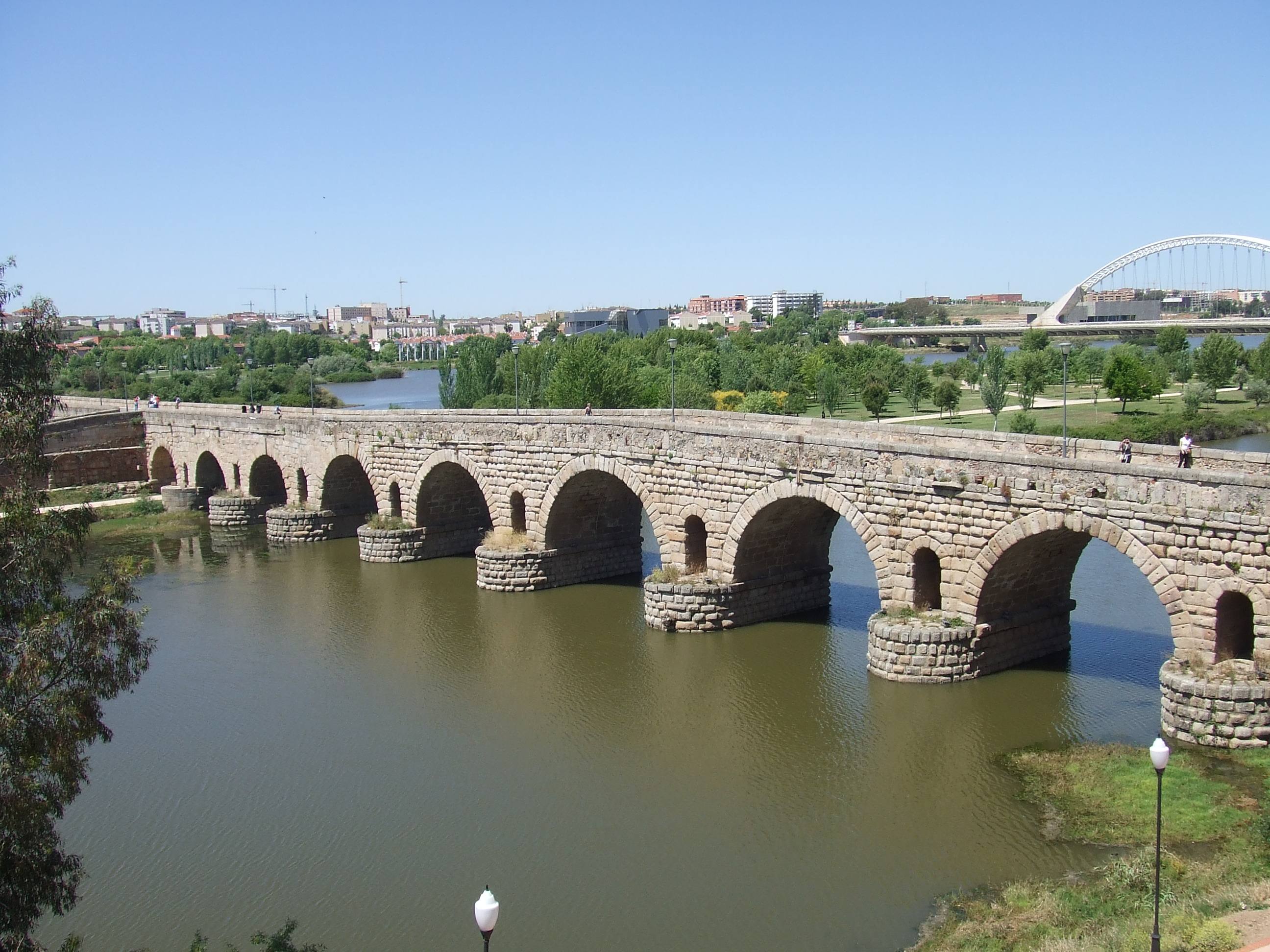
Pont Romà sobre el Riu Guadiana, Mèrida